# Септимий Зений
Септимий Зений (лат. Septimius Zenius) — римский политический деятель начала IV века.
Зений происходил из Италии. О карьере известно лишь то, что с 328 года по 329 год (как носитель этого титула он был зафиксирован 8 июня 328 года и 6 апреля 329 года) он занимал должность префекта Египта.